# Асланов, Амрах Кара оглы
Амрах Кара оглы Асланов (азерб. Əmrah Qara oğlu Aslanov; 1 июня 1920 — 19 апреля 1982) — старший сержант РККА, сапёр 28-го гвардейского кавалерийского полка 6-й гвардейской кавалерийской дивизии 3-го гвардейского кавалерийского корпуса 2-го Белорусского фронта. Прошёл боевой путь от Москвы до Берлина. Полный кавалер ордена Славы.

## Биография
Родился 1 июня 1920 года в деревне Тазакенд Марнеульского района Грузии. Азербайджанец по-национальности. Окончил 3 класса, трудился бригадиром в колхозе. В 1939 году вступил в ряды РККА. Служил в 102-м стрелковом полку. В боях Великой Отечественной войны с июня 1941 года. Будучи сапёром 335-го отдельного сапёрного батальона (199-я стрелковая дивизия 33-я армия Западный фронт), снял 18 мин южнее Витебска и провёл танки через минное поле. Позже, после взятия позиций гитлеровцев, установил 40 мин, чем способствовал задержанию врага. Приказом командира 199-й стрелковой дивизии от 20 мая 1944 года за мужество проявленное в боях, Асланов был награждён орденом Славы 3-й степени.
22 января 1945 года сапёр 28-го гвардейского кавалерийского полка в бою за Ольштын уничтожил четверых и взял в плен троих вражеских солдат, а при разминировании дороги обезвредил восемь противотанковых мин. 6 марта 1945 года был награждён орденом Славы 2-й степени. 27 апреля 1945 года северо-западнее населённого пункта Ангермюнде Асланов вместе с бойцами разобрал три противотанковых препятствия, шесть лесных завалов, лично обезвредил 33 мины. Через пять дней разминировал мост, снял шесть мин, вместе со взводом конников участвовал в пленении четырнадцати вражеских солдат. Указом Президиума Верховного Совета СССР от 29 июня 1945 года за мужество, отвагу и героизм, проявленные в боях с немецко-фашистскими захватчиками награждён орденом Славы 1-й степени.
В 1946 году демобилизовался из армии и вернулся на родину. Работал начальником охраны в молочно-овощеводческом колхозе. Умер 19 апреля 1982 года. Его именем названа Тазакендская средняя школа.